# Phelipanche mutelii
Phelipanche mutelii är en snyltrotsväxtart. Phelipanche mutelii ingår i släktet Phelipanche och familjen snyltrotsväxter.

## Underarter
Arten delas in i följande underarter:
- P. m. brassicae
- P. m. georgii-reuteri
- P. m. mutelii